# District Council of Grant
District Council of Grant is een Local Government Area (LGA) in de Australische deelstaat Zuid-Australië.